# 坦尚尼亞燈鱂
坦尚尼亞燈鱂（学名：Aplocheilichthys lacustris）為輻鰭魚綱鯉齒目鯉齒亞目花鳉科的其中一種，被IUCN列為次級保育類動物，分布於非洲坦尚尼亞的淡水流域，體長可達4公分，屬肉食性，生活習性不明，可做為觀賞魚。
其种加词“lacustris”意为“湖沼的”。